# Holcichneumon testacecolor
Holcichneumon testacecolor là một loài tò vò trong họ Ichneumonidae.